# Біївці (Обухівський район)
Біївці́ — село в Обухівському районі Київської області.
Історичні назви — Бієв, Бійовци, Бійовце.
Селом протікає річка Біївка, яка впадає у річку Рось.
Населення — близько 850 жителів.
У Біївцях відбувалися окремі події повісті Івана Нечуя-Левицького «Кайдашева сім'я» За сюжетом, у селі, на Западинцях, жила Мелашка Балашівна  — наречена молодшого сина Кайдашів Лавріна, сюди до Мелащиних батьків їздили на оглядини Кайдаші. Місцеві мешканці й сьогодні показують те місце, де «впала з воза Кайдашиха».
Клірові відомості, метричні книги, сповідні розписи церкви Преображення Господнього с. Біївці (приписне прис. с.* Момонти) Богуславського, з 1846 р. Канівського пов. Київської губ. зберігаються в ЦДІАК України. http://cdiak.archives.gov.ua/baza_geog_pok/church/biyi_001.xml [Архівовано 23 липня 2019 у Wayback Machine.]

## Географія
Селом тече річечка Біївка — права притока Росі..

## Населення
Згідно з переписом УРСР 1989 року чисельність наявного населення села становила 1071 особа, з яких 454 чоловіки та 617 жінок.
За переписом населення України 2001 року в селі мешкало 846 осіб.

### Мова
Розподіл населення за рідною мовою за даними перепису 2001 року:
| Мова       | Відсоток |
| ---------- | -------- |
| українська | 98,24 %  |
| російська  | 1,65 %   |
| білоруська | 0,12 %   |